# Épinac
Cet article possède un paronyme, voir Épinal.
Épinac est une commune française située dans le département de Saône-et-Loire, en région Bourgogne-Franche-Comté.

## Géographie
Terre de transition entre le Morvan (Autun) et le vignoble de la Côte-d'Or (Dijon).

### Climat
Pour des articles plus généraux, voir Climat de la Bourgogne-Franche-Comté et Climat de Saône-et-Loire.
En 2010, le climat de la commune est de type climat océanique dégradé des plaines du Centre et du Nord, selon une étude du Centre national de la recherche scientifique s'appuyant sur une série de données couvrant la période 1971-2000. En 2020, Météo-France publie une typologie des climats de la France métropolitaine dans laquelle la commune est exposée à un climat océanique altéré et est dans la région climatique Lorraine, plateau de Langres, Morvan, caractérisée par un hiver rude (1,5 °C), des vents modérés et des brouillards fréquents en automne et hiver.
Pour la période 1971-2000, la température annuelle moyenne est de 10,2 °C, avec une amplitude thermique annuelle de 16,8 °C. Le cumul annuel moyen de précipitations est de 827 mm, avec 11,9 jours de précipitations en janvier et 7,7 jours en juillet. Pour la période 1991-2020, la température moyenne annuelle observée sur la station météorologique de Météo-France la plus proche, « La Rochepot », sur la commune de La Rochepot à 13 km à vol d'oiseau, est de 10,6 °C et le cumul annuel moyen de précipitations est de 849,5 mm. 
La température maximale relevée sur cette station est de 39 °C, atteinte le 12 août 2003 ; la température minimale est de −21 °C, atteinte le 9 janvier 1985,,.
Les paramètres climatiques de la commune ont été estimés pour le milieu du siècle (2041-2070) selon différents scénarios d'émission de gaz à effet de serre à partir des nouvelles projections climatiques de référence DRIAS-2020. Ils sont consultables sur un site dédié publié par Météo-France en novembre 2022.

## Urbanisme

### Typologie
Au 1er janvier 2024, Épinac est catégorisée bourg rural, selon la nouvelle grille communale de densité à sept niveaux définie par l'Insee en 2022.
Elle appartient à l'unité urbaine d'Épinac, une unité urbaine monocommunale constituant une ville isolée,. Par ailleurs la commune fait partie de l'aire d'attraction d'Autun, dont elle est une commune de la couronne,. Cette aire, qui regroupe 42 communes, est catégorisée dans les aires de moins de 50 000 habitants,.

### Occupation des sols
L'occupation des sols de la commune, telle qu'elle ressort de la base de données européenne d’occupation biophysique des sols Corine Land Cover (CLC), est marquée par l'importance des territoires agricoles (62,9 % en 2018), en diminution par rapport à 1990 (63,9 %). La répartition détaillée en 2018 est la suivante : prairies (48,9 %), forêts (29,6 %), terres arables (11,6 %), zones urbanisées (7,5 %), zones agricoles hétérogènes (2,4 %). L'évolution de l’occupation des sols de la commune et de ses infrastructures peut être observée sur les différentes représentations cartographiques du territoire : la carte de Cassini (XVIIIe siècle), la carte d'état-major (1820-1866) et les cartes ou photos aériennes de l'IGN pour la période actuelle (1950 à aujourd'hui).

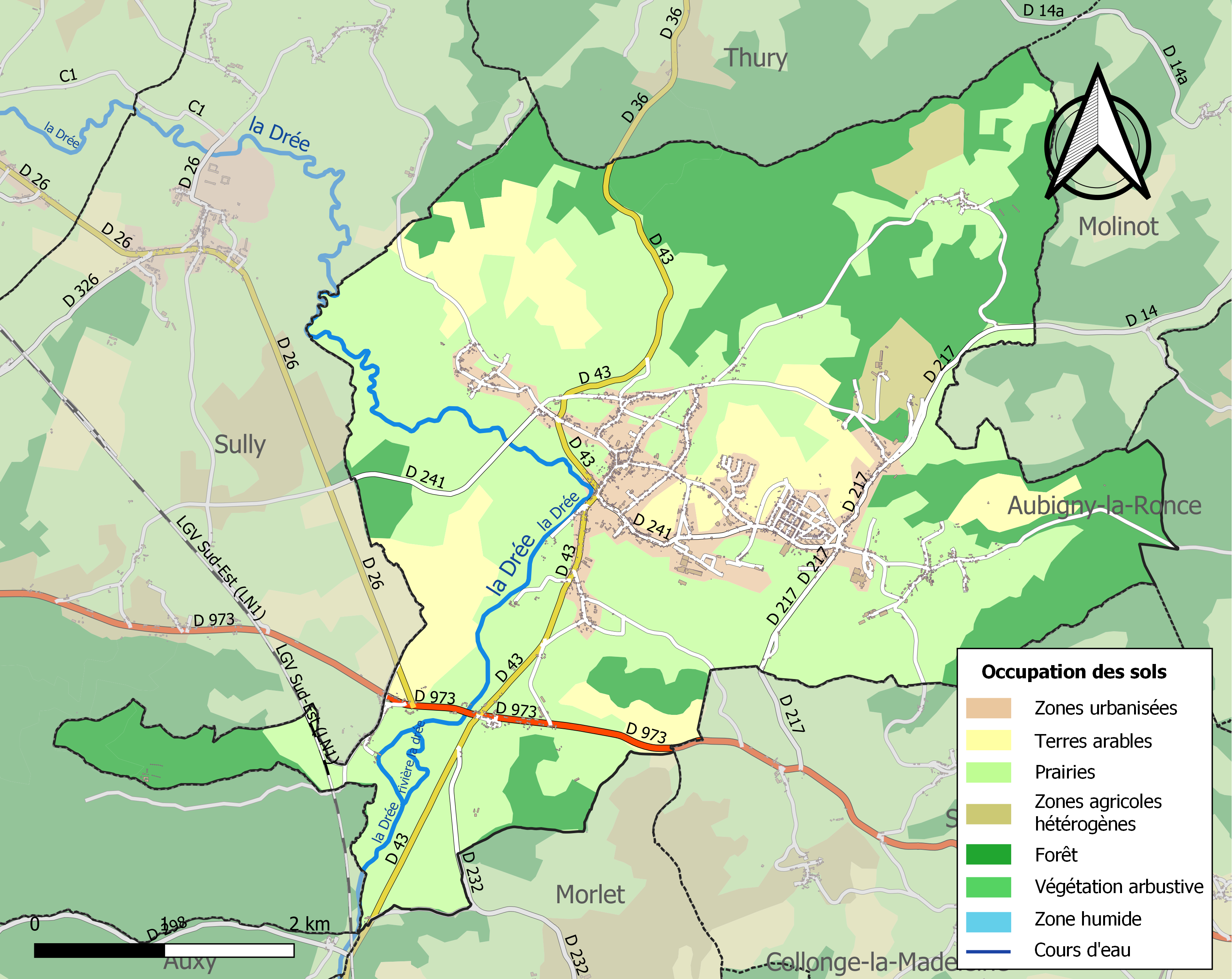
Carte des infrastructures et de l'occupation des sols de la commune en 2018 (CLC).

## Toponymie
Le 9 décembre 1905, en raison de son exploitation charbonnière, la commune fut autorisée à s'appeler Épinac-les-Mines, appellation qu'elle conserva pendant une soixantaine d'années, jusqu'à ce qu'Épinac-les-Mines demande à reprendre son appellation première, ce qui lui fut accordé par décret du 9 février 1968 (paru au Journal officiel du 14 février 1968).

## Histoire
Le lieu s'est d'abord appelé Monestoy, du nom de la seigneurie dont l'existence est attestée depuis au moins le XIIIe siècle.
Les premiers seigneurs sont les Monestoy. Le 15 mai 1322, Guillaume, maire de Monestoy, reconnaît une rente de 10 sols dijonnais pour l'anniversaire de Mademoiselle Moine de Quincey, inhumée à l'abbaye Saint-Martin d'Autun. Vers 1430, les nouveaux seigneurs de Monestoy sont Pierre de Bauffremont et sa femme, Agnès de Saulx. Quelques années plus tard, Monestoy est acquis par Nicolas Rolin. Dès lors et par héritage se sont succédé les Rolin, les Chambellan, les Maréchal, les Pernes et enfin les Clermont-Tonnerre.
En 1656, alors que la seigneurie de Monestoy est érigée en comté en faveur de Louis de Pernes, colonel d'infanterie et gouverneur de Saintes, le lieu change de nom pour celui d'Épinac.

### Liste des seigneurs d'Épinac

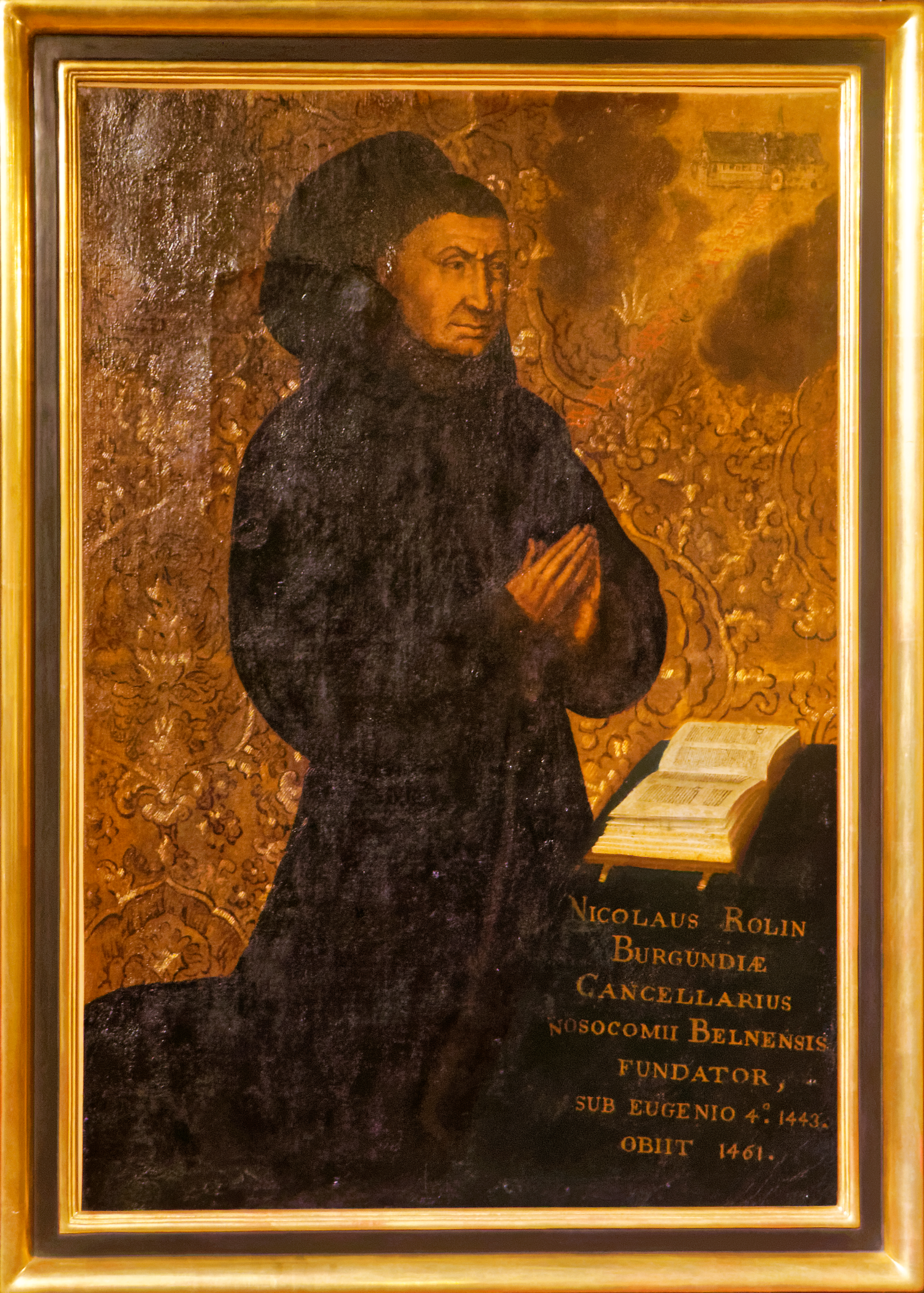
Nicolas Rolin par Rogier van der Weyden.

Ont successivement été seigneurs d'Epinac :
- Guy de Monestoy (v. 1250) ;
- Renaud de Monestoy (v. 1298) ;
- Hugues de Monestoy (v. 1326) ;
- Hugues de Monestoy (v. 1395) (fils du précédent), mort à Nicopolis en suivant le comte de Nevers ;
- Pierre de Beauffremont (v. 1430) ;
- Nicolas Rolin (1376-1462), (acquéreur du précédent), chancelier de Bourgogne ;
- Guillaume Rolin (1411-1488), (fils du précédent), marié à Marie de Lévis ;
- Antoine Rolin (1424-1497), (frère du précédent), marié à Marie d'Ailly ;
- François Rolin (v. 1489) (neveu du précédent), marié à Jeanne de Bourbon-Duisant ;
- Jean Rolin (1490-1527) (fils du précédent), marié à Marie de Cugnac ;
- Suzanne Rolin (1513-1577) (fille du précédent), mariée à Nicolas Chambellan ;
- Madeleine Chambellan (1544-1584) (fille des précédents), mariée à Jean Maréchal ;
- Gaspard Maréchal[19] (v. 1560-1591) (fils des précédents), marié à Gabrielle de Vaudrey ;
- Claudine Maréchal (?-1637) (fille des précédents), mariée à Louis de Pernes, gouverneur de Saintes ;
- Louis II de Pernes (?-1694) (fils des précédents) 1er comte d'Épinac, marié à Anne-Jeanne de Rouvray ;
- Anne-Georges de Pernes (?-1719) (fils des précédents) 2d comte d'Épinac[20] (fils du précédent), marié à Claude de Senevoy ;
- Gaspard de Clermont-Tonnerre (1688-1781) 3e comte d'Épinac (neveu du Louis II de Pernes), marié à Antoinette Potier de Novion ;
- Jules Charles Henri de Clermont-Tonnerre (1720-1794) 4e comte d'Épinac (fils du précédent), marié à Anne Le Tonnelier de Breteuil.

### Le chemin de fer
La commune d'Épinac est associée à l'histoire de l'un des premiers chemins de fer de France, concédé en 1830 et créé à l'initiative du propriétaire des mines d’Épinac, Samuel Blum. Il s'agissait de relier le puits du Curier d'Épinac au hameau de Pont-d'Ouche en Côte-d'Or situé à une vingtaine de kilomètres, d'où le charbon était expédié vers le nord de la région et le bassin parisien via le canal de Bourgogne. C'est en 1829 que fut créée à cet effet la Compagnie des houillères et du chemin de fer d’Épinac.

### Les mines
Des mines de charbon sont exploitées dès le milieu du XVIIIe siècle sur une surface de 3 435 ha.
Au total, 70 puits seront creusés dans ce bassin minier, mais seulement une dizaine assurèrent l'extraction du charbon.

Les principaux puits de mines de charbon d'Épinac.
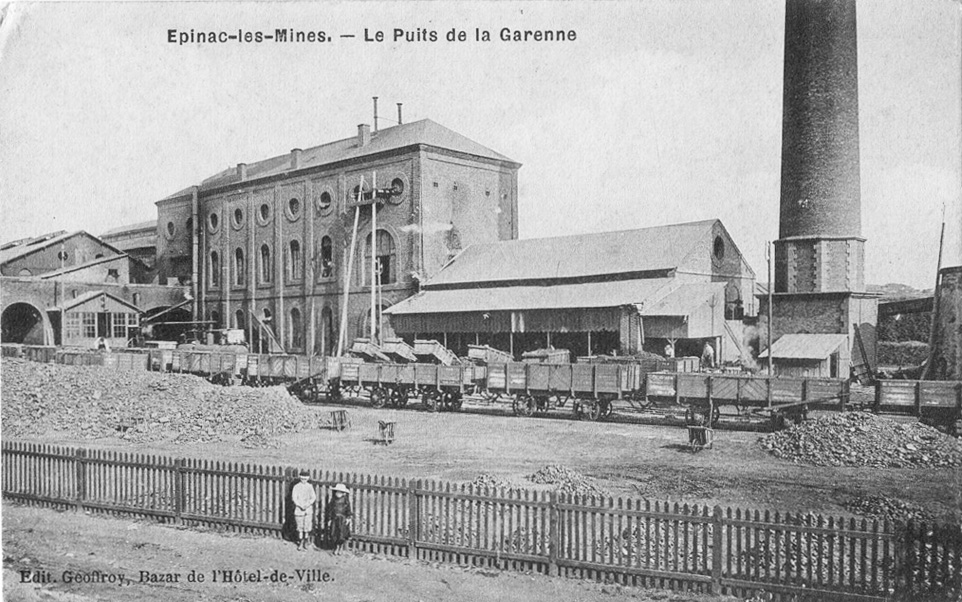
Le puits de la Garenne.
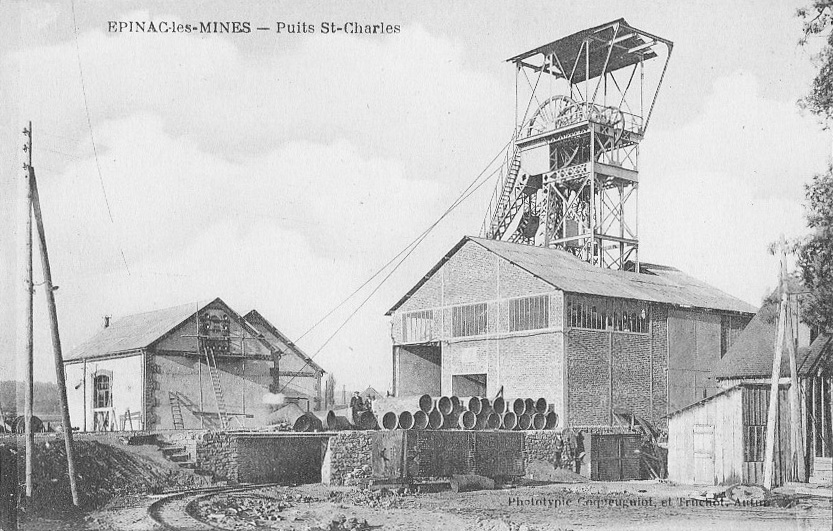
Le puits Saint-Charles.
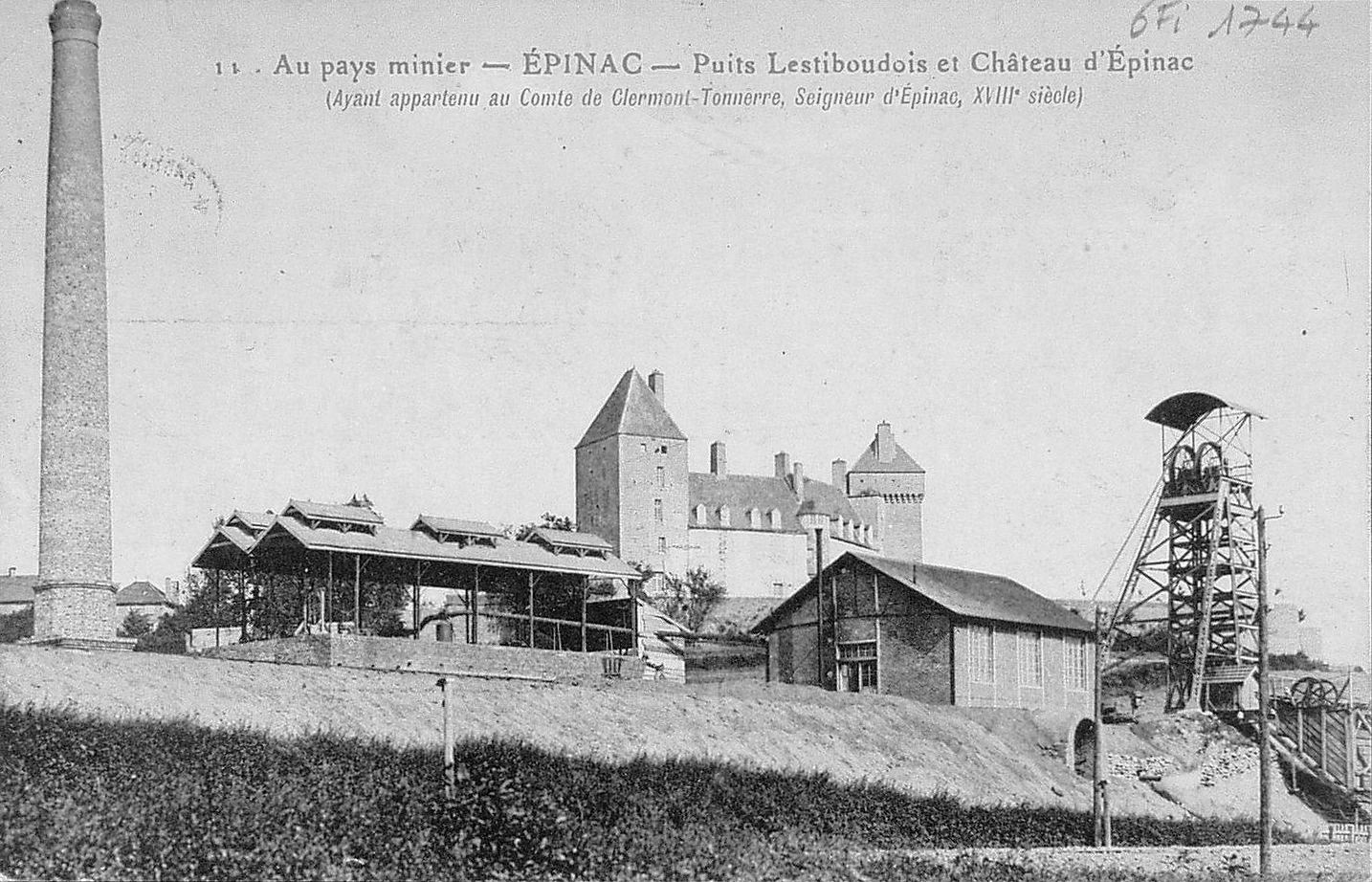
Le puits Lestiboudois et le château d'Épinac.
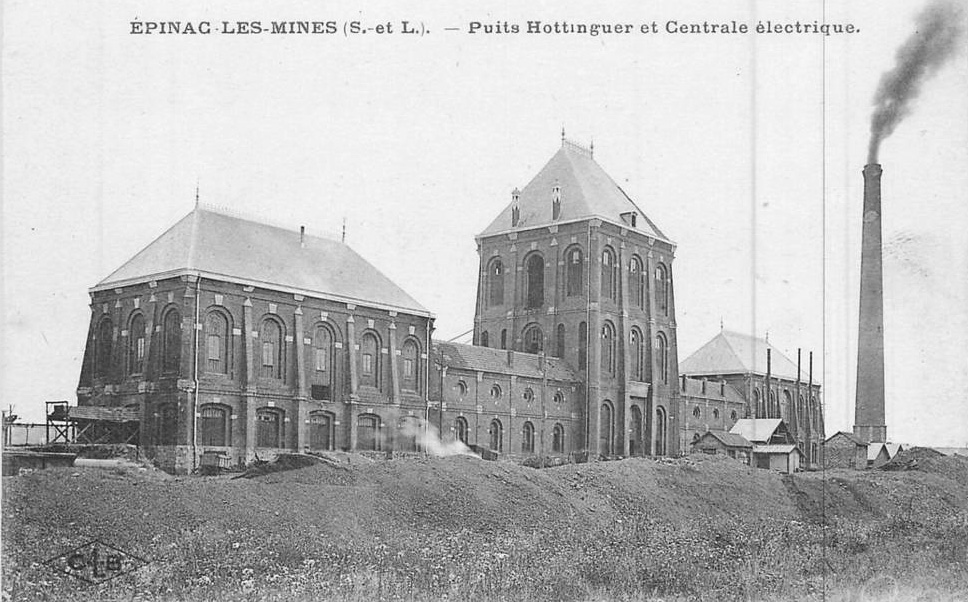
Le puits Hottinguer.

### La verrerie
Une importante verrerie fut fondée en 1752 à Épinac par Gaspard de Clermont-Tonnerre, entreprise qui, dans les années 1830, produisait 1 800 000 bouteilles destinées au commerce des vins mousseux. Cette verrerie ferma ses portes en 1936.

## Politique et administration

### Rattachements administratifs et électoraux
Épinac appartient à l'arrondissement d'Autun et au canton d'Autun-1 depuis le redécoupage cantonal de 2014. Avant cette date, la commune était le chef-lieu du canton d'Épinac.
Pour l'élection des députés, la commune fait partie de la troisième circonscription de Saône-et-Loire, représentée depuis juin 2017 par Rémy Rebeyrotte (LREM-TdP). Sous la Cinquième République, Épinac a toujours appartenu à cette 3e circonscription mais cette dernière a été recréée ou redécoupée à deux reprises : une première fois en 1986 (redécoupage Pasqua) et une seconde fois en 2010 (redécoupage Marleix). Auparavant, la commune était intégrée à la circonscription d'Autun (Second Empire, 1863-1870) puis à la 1re circonscription d'Autun (1876-1885, 1889-1919 et 1928-1940).
Sur le plan des institutions judiciaires, la commune relève du tribunal judiciaire (qui a remplacé le tribunal d'instance et le tribunal de grande instance le 1er janvier 2020), du tribunal pour enfants, du conseil de prud’hommes et du tribunal de commerce de Chalon-sur-Saône, de la cour d’appel et du tribunal administratif de Dijon et de la cour administrative d'appel de Lyon.

### Intercommunalité
Depuis le 1er janvier 2014, date de sa création, la commune appartient à la communauté de communes du Grand Autunois Morvan. Cette intercommunalité est issue de la fusion des communautés de communes de l'Autunois, Arroux Mesvrin et de la Vallée de la Drée, fondée le 18 décembre 1997 et dont Épinac était membre.

### Administration municipale

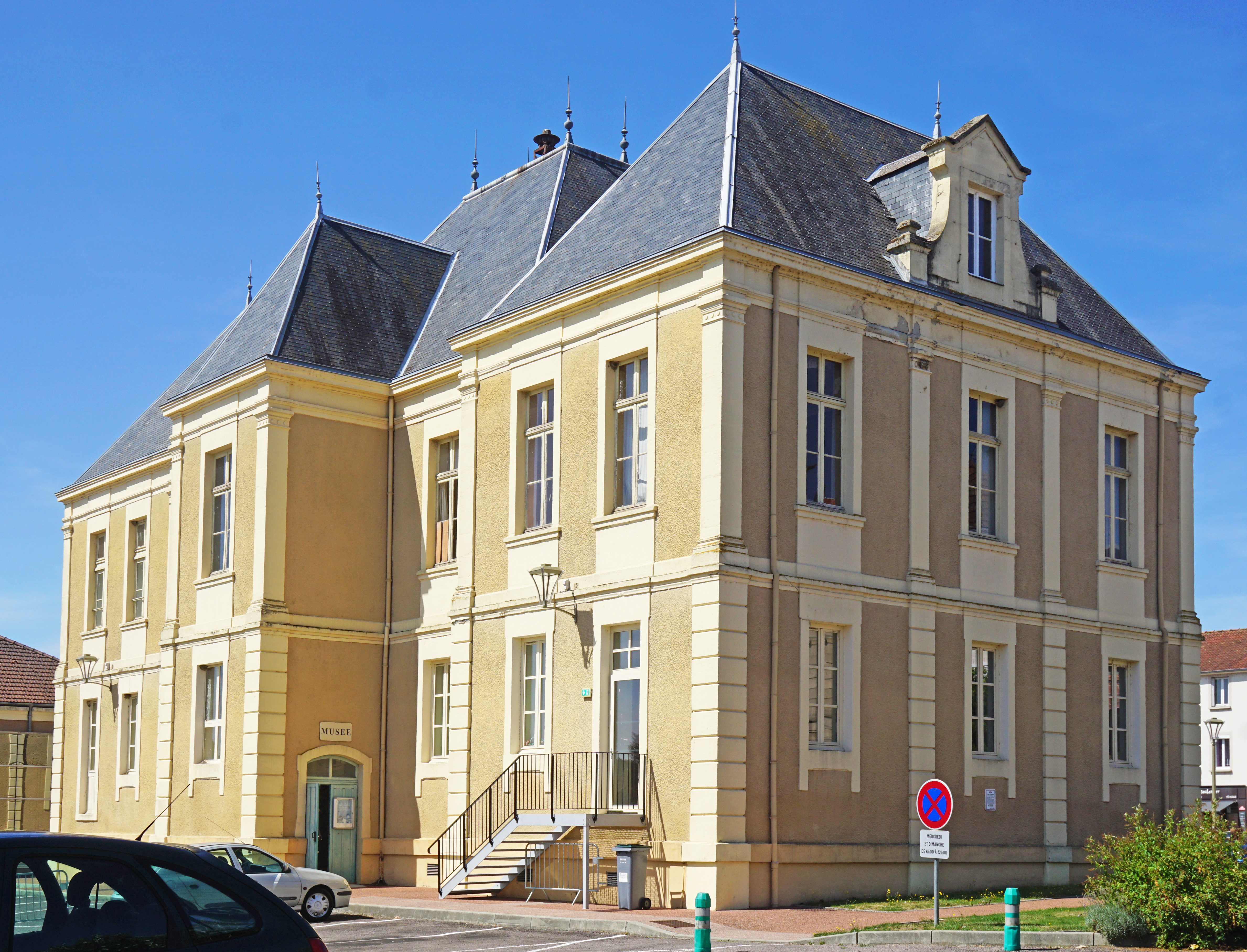
La mairie.

Le nombre d'habitants au dernier recensement étant compris entre 1 500 et 2 499, le nombre de membres du conseil municipal est de 19.

### Tendances politiques et résultats
- Élection municipale de 2020 : 51,70 % (455 voix) pour Jean-François Nicolas (PS), 48,29 % (425 voix) pour Jean-Michel Prévotat (SE), 52,94 % de participation.
- Élection municipale de 2014 : 56,79 % (631 voix) pour Claude Merckel (SE), 43,20 % (480 voix) pour Nathalie Grosbois (DVG), 67,15 % de participation.

### Liste des maires
| Période                                  | Période                     | Identité                       | Étiquette | Qualité |
| ---------------------------------------- | --------------------------- | ------------------------------ | --------- | --- |
| 1322                                     |                             | Guillaume                      |           | |
| 1855                                     | 1857                        | Jean-François Auguste Perron   |           | Directeur des houillères Conseiller général d'Épinac (1852 → 1864) |
| août 1902                                | ?                           | Jean Aligny                    |           | |
| Les données manquantes sont à compléter. |                             |                                |           | |
| 1935                                     | 1945                        | François Roux                  | SFIO      | Mineur, administrateur de la Caisse autonome des ouvriers des mines Député de Saône-et-Loire (1936 → 1942) Conseiller général d'Épinac (1937 → 1940) Conseiller d'arrondissement (1934) |
| Les données manquantes sont à compléter. |                             |                                |           | |
| avant 1951                               | 1953                        | Eugène Roux                    | SFIO      | Ouvrier boulanger |
| 1953                                     | 1966                        | François Roux                  | SFIO      | Ancien mineur Ancien député de Saône-et-Loire (1936 → 1942) Ancien conseiller général d'Épinac (1937 → 1940)                                                                            |
| 1966                                     | mars 1971                   | Henri Duployer, (1922-2011)    | SFIO      | Instituteur puis directeur du collège |
| mars 1971                                | mars 1983                   | Michel Matras                  | PCF       | Pharmacien |
| mars 1983                                | 1988 (démission)            | Jean André                     | PS        | |
| 1988                                     | mars 1989                   | Jean-François Nicolas (1949- ) | PS        | Médecin généraliste |
| mars 1989                                | juin 1995                   | Patrick Defontaine (1942- )    | UDF-CDS   | Médecin Conseiller général d'Épinac (1985 → 1992) Délégué régional du CDS |
| juin 1995                                | mars 2001                   | Jean-François Nicolas (1949- ) | PS        | Médecin généraliste Conseiller général d'Épinac (1992 → 2015) |
| mars 2001                                | juin 2005                   | Georges Grillot (1928-2020)    | DVD       | Directeur de société |
| juin 2005                                | mars 2007 (démission)       | Jean Pelletier                 |           | Retraité |
| mars 2007                                | mars 2008                   | Jeanine Thibaudin              |           | Retraitée |
| mars 2008                                | mars 2014                   | Jean-François Nicolas (1949- ) | PS        | Médecin généraliste Conseiller général d'Épinac (1992 → 2015) Président de la CC de la Vallée de la Drée (2013)                                                                         |
| mars 2014                                | mai 2020                    | Claude Merckel (1946- )        | SE        | Cadre bancaire retraité 3e vice-président de la CC du Grand Autunois Morvan (2014 → 2020)                                                                                               |
| mai 2020,                                | En cours (au 1er mars 2022) | Jean-François Nicolas (1949- ) | PS        | Médecin généraliste Ancien conseiller général d'Épinac (1992 → 2015) 4e vice-président de la CC du Grand Autunois Morvan (2020 → )                                                      |

### Jumelages
Épinac figure parmi les quinze premières communes de Saône-et-Loire à avoir établi – puis officialisé – des liens d'amitié avec une localité étrangère.
La ville est jumelée avec Steinweiler en Allemagne.

## Démographie
L'évolution du nombre d'habitants est connue à travers les recensements de la population effectués dans la commune depuis 1793. Pour les communes de moins de 10 000 habitants, une enquête de recensement portant sur toute la population est réalisée tous les cinq ans, les populations de référence des années intermédiaires étant quant à elles estimées par interpolation ou extrapolation. Pour la commune, le premier recensement exhaustif entrant dans le cadre du nouveau dispositif a été réalisé en 2005.

En 2022, la commune comptait 2 150 habitants, en évolution de −3,46 % par rapport à 2016 (Saône-et-Loire : −1,06 %, France hors Mayotte : +2,11 %).
| 1793  | 1800  | 1806  | 1821  | 1831  | 1836  | 1841  | 1846  | 1851  |
| ----- | ----- | ----- | ----- | ----- | ----- | ----- | ----- | ----- |
| 1 083 | 1 128 | 1 112 | 1 336 | 1 409 | 2 050 | 2 803 | 2 745 | 3 273 |

| 1856  | 1861  | 1866  | 1872  | 1876  | 1881  | 1886  | 1891  | 1896  |
| ----- | ----- | ----- | ----- | ----- | ----- | ----- | ----- | ----- |
| 3 511 | 3 967 | 4 623 | 4 620 | 4 620 | 4 398 | 4 110 | 4 061 | 4 145 |

| 1901  | 1906  | 1911  | 1921  | 1926  | 1931  | 1936  | 1946  | 1954  |
| ----- | ----- | ----- | ----- | ----- | ----- | ----- | ----- | ----- |
| 4 096 | 4 877 | 4 973 | 4 656 | 4 677 | 4 532 | 4 143 | 3 325 | 3 081 |

| 1962  | 1968  | 1975  | 1982  | 1990  | 1999  | 2005  | 2006  | 2010  |
| ----- | ----- | ----- | ----- | ----- | ----- | ----- | ----- | ----- |
| 3 267 | 3 120 | 2 891 | 2 636 | 2 569 | 2 522 | 2 434 | 2 411 | 2 341 |

| 2015  | 2020  | 2022  | - | - | - | - | - | - |
| ----- | ----- | ----- | - | - | - | - | - | - |
| 2 234 | 2 145 | 2 150 | - | - | - | - | - | - |

## Culte
Épinac est le siège de la paroisse Notre-Dame-de-la-Drée, paroisse du diocèse d'Autun qui regroupe quatorze villages.
Sur le territoire de la commune, au prieuré du Val Saint-Benoît, dans la forêt des Bassées, sont installées depuis 1982 les Sœurs de Bethléem et de l'Assomption de la Vierge (famille monastique de Bethléem, de l'Assomption de la Vierge et de saint Bruno).

## Culture locale et patrimoine

### Lieux et monuments
Appartiennent au patrimoine d'Épinac :
- le puits Hottinguer et sa tour de type Malakoff, unique exemple d’une exploitation minière par le procédé d’extraction par tube atmosphérique et l’un des derniers grands témoignages de l’activité industrielle du bassin bourguignon[38].
- un musée de la mine est consacré aux houillères d'Épinac mais aussi au chemin de fer d'Épinac ainsi qu'à la verrerie[39] (installé sous la mairie, il doit déménager dans l'ancienne gare en 2019[40]).
- les anciennes halles, dont la construction s'est achevée en 1881, transformées en bibliothèque en 2011[41].
- le château d'Épinac, anciennement château de Monestoy[42].
- le prieuré du Val Saint-Benoit : prieuré fondé au XIIIe siècle par des religieux dépendant du Val des Choues, dans le diocèse de Langres. Ce prieuré, abandonné depuis la fin du XVIIe siècle, dut attendre les années 1970 pour que des premières mesures de sauvegarde fussent entreprises[43]. En 1982, les sœurs de Bethléem s'installèrent sur ce lieu et créèrent le monastère Notre-Dame d'Adoration. L'ancienne église, datée du XIIIe siècle, et la chapelle ont fait l'objet d'un classement au titre des monuments historiques en 1926.
- l'église Saint-Pierre, reconstruite au XIXe siècle (travaux achevés en 1856, sous la conduite de M. Bidault, architecte à Autun).

Patrimoine religieux et castral.
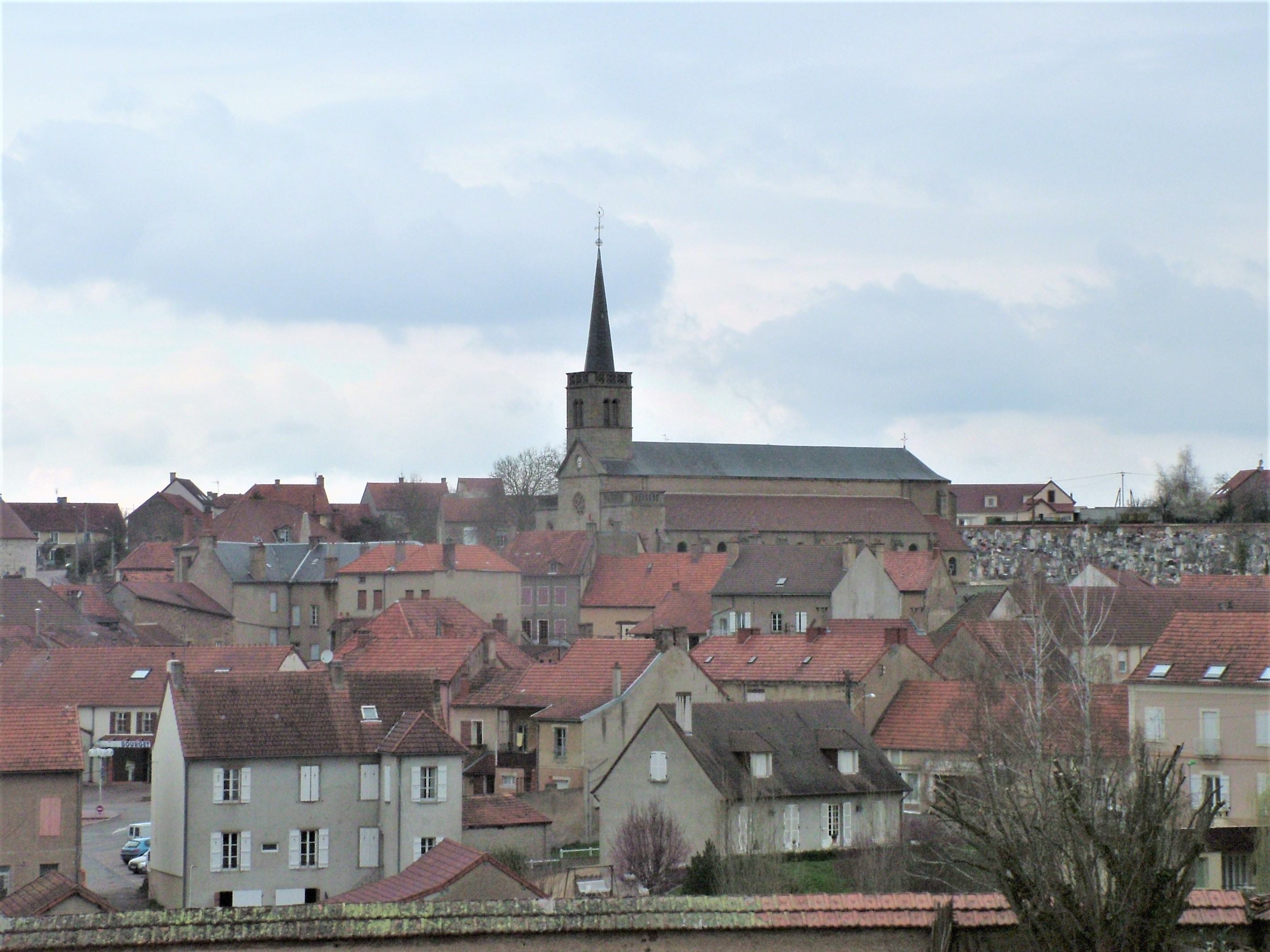
Vue générale avec l'église Saint-Pierre qui domine.
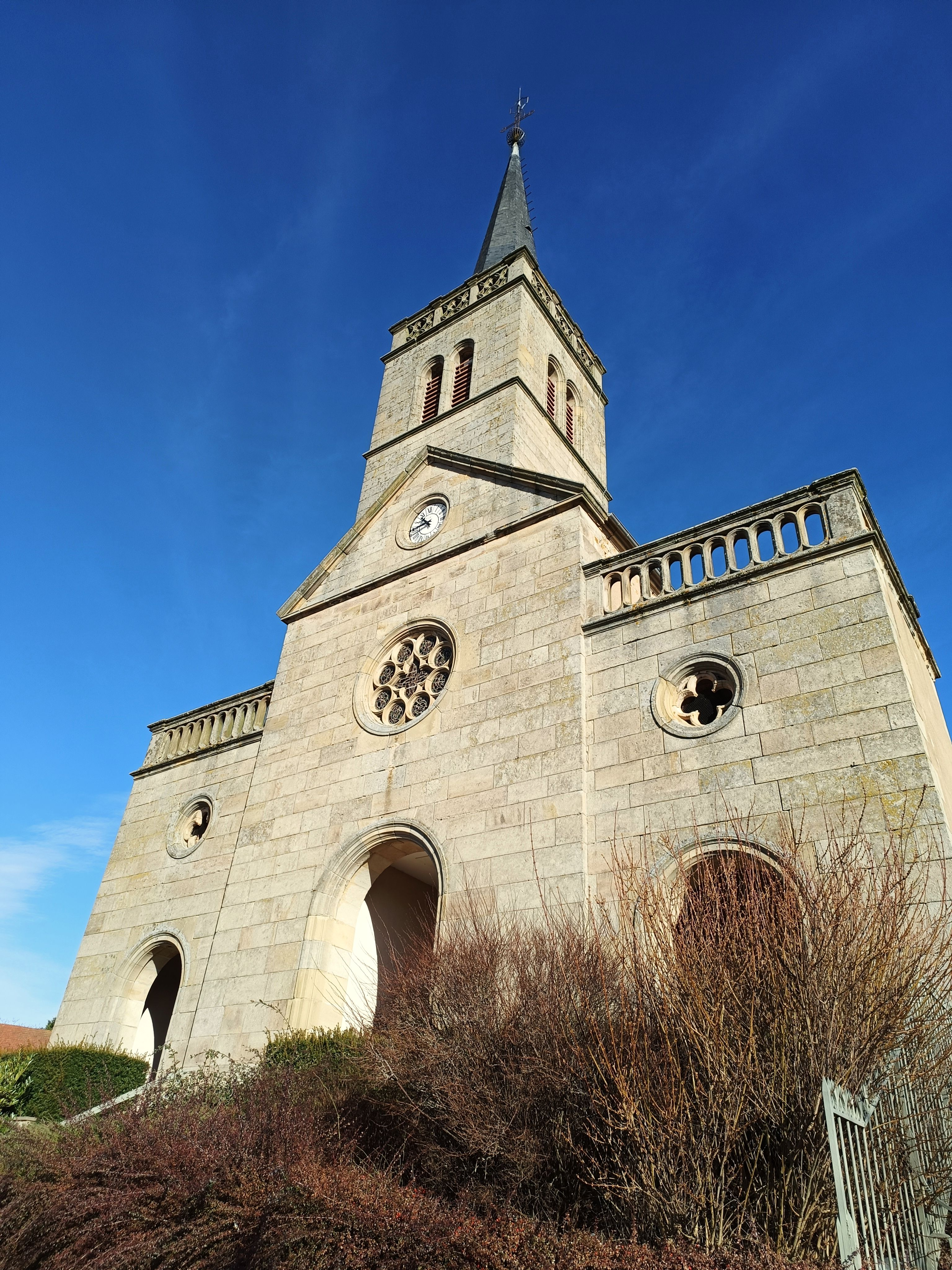
Façade de l'église Saint-Pierre.
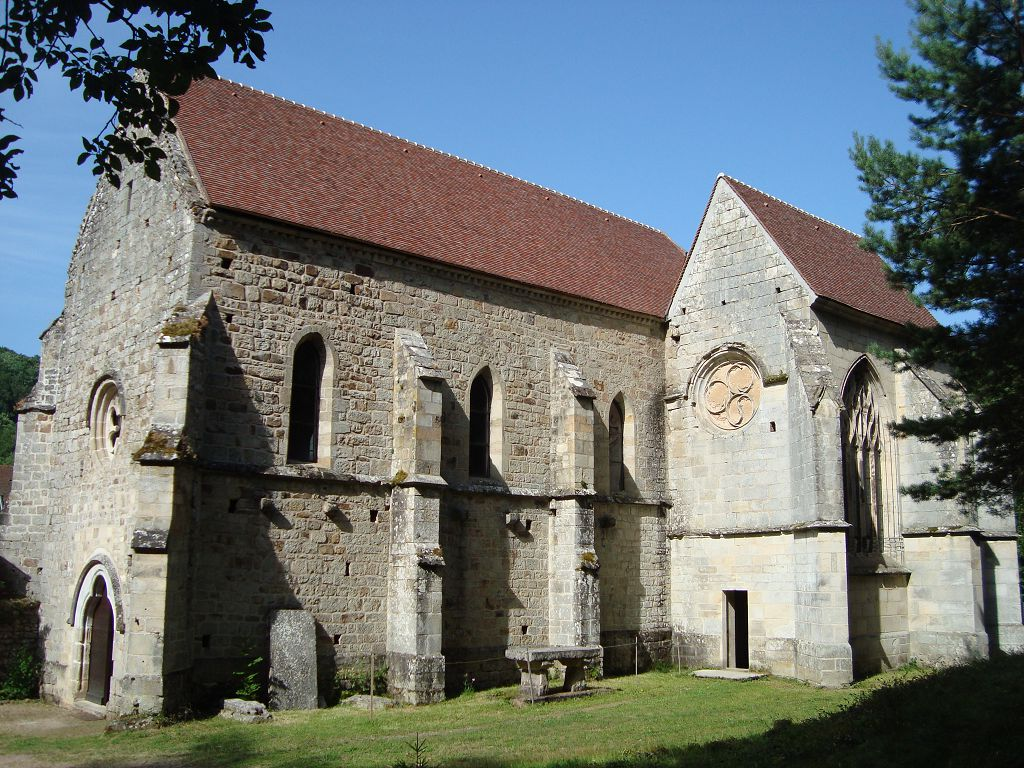
L'église du prieuré du Val Saint-Benoit avec sa chapelle des Loges, dans la forêt des Bassées.
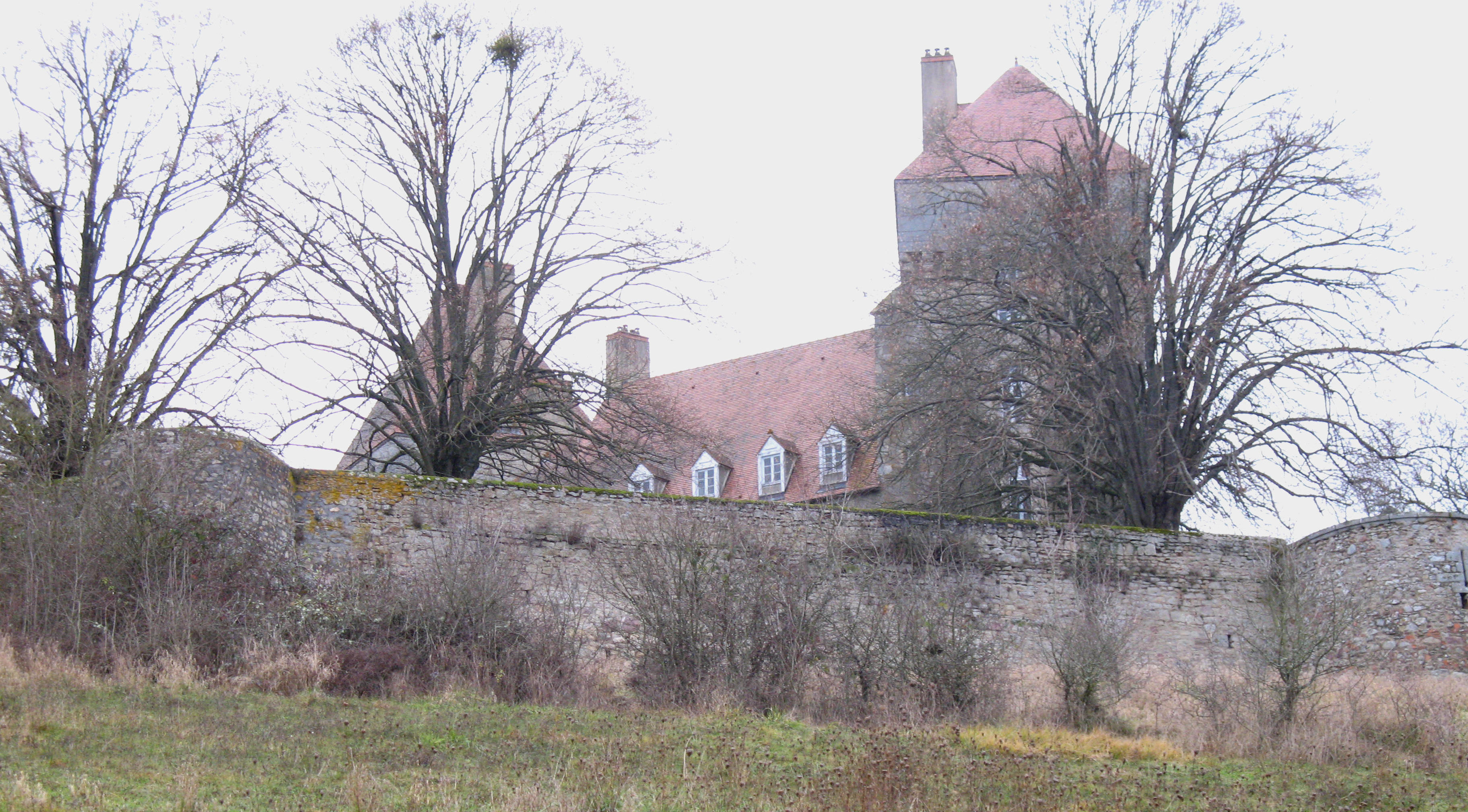
Le château d'Épinac.

Patrimoine minier.
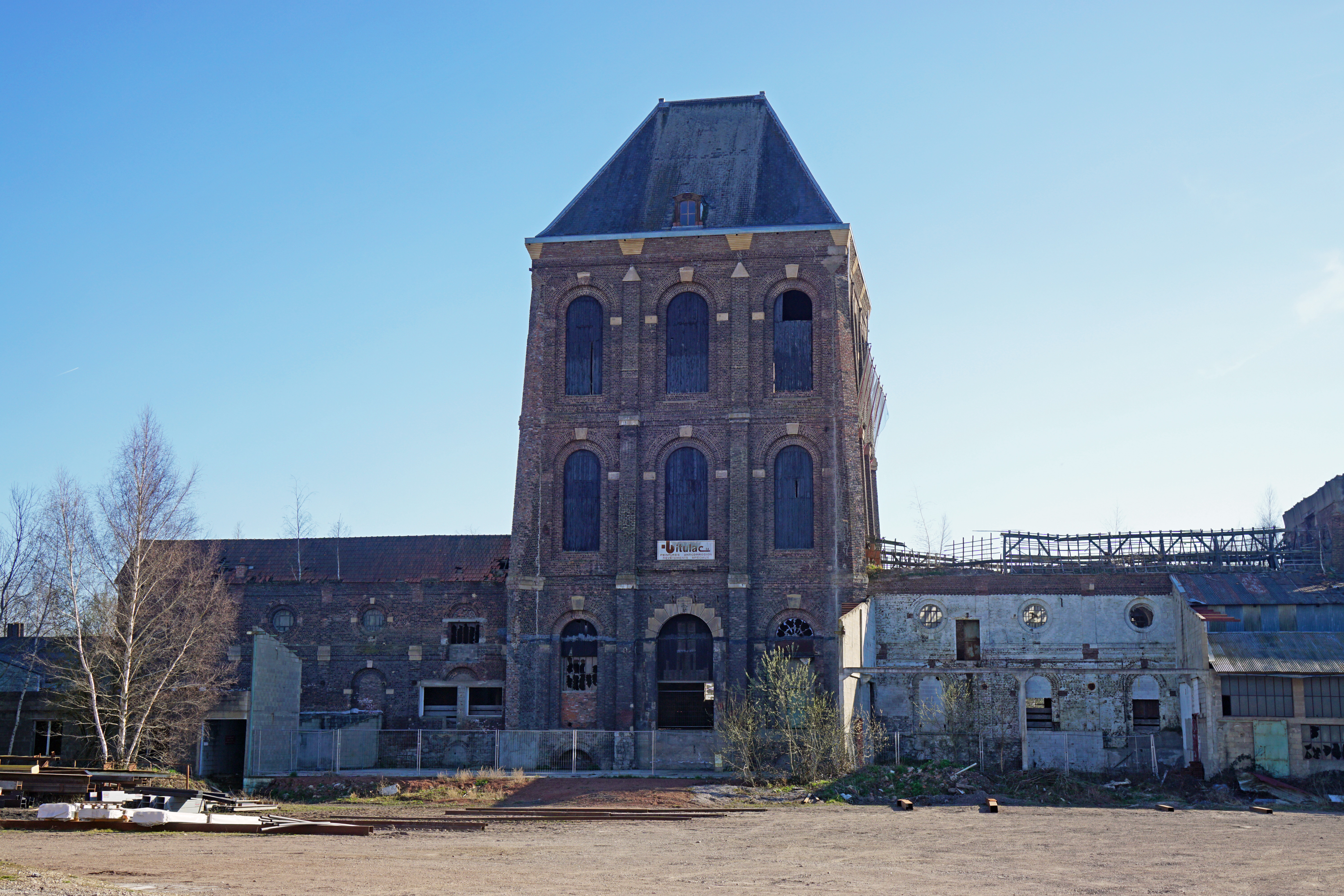
Le site du puits Hottinguer en travaux en 2019.
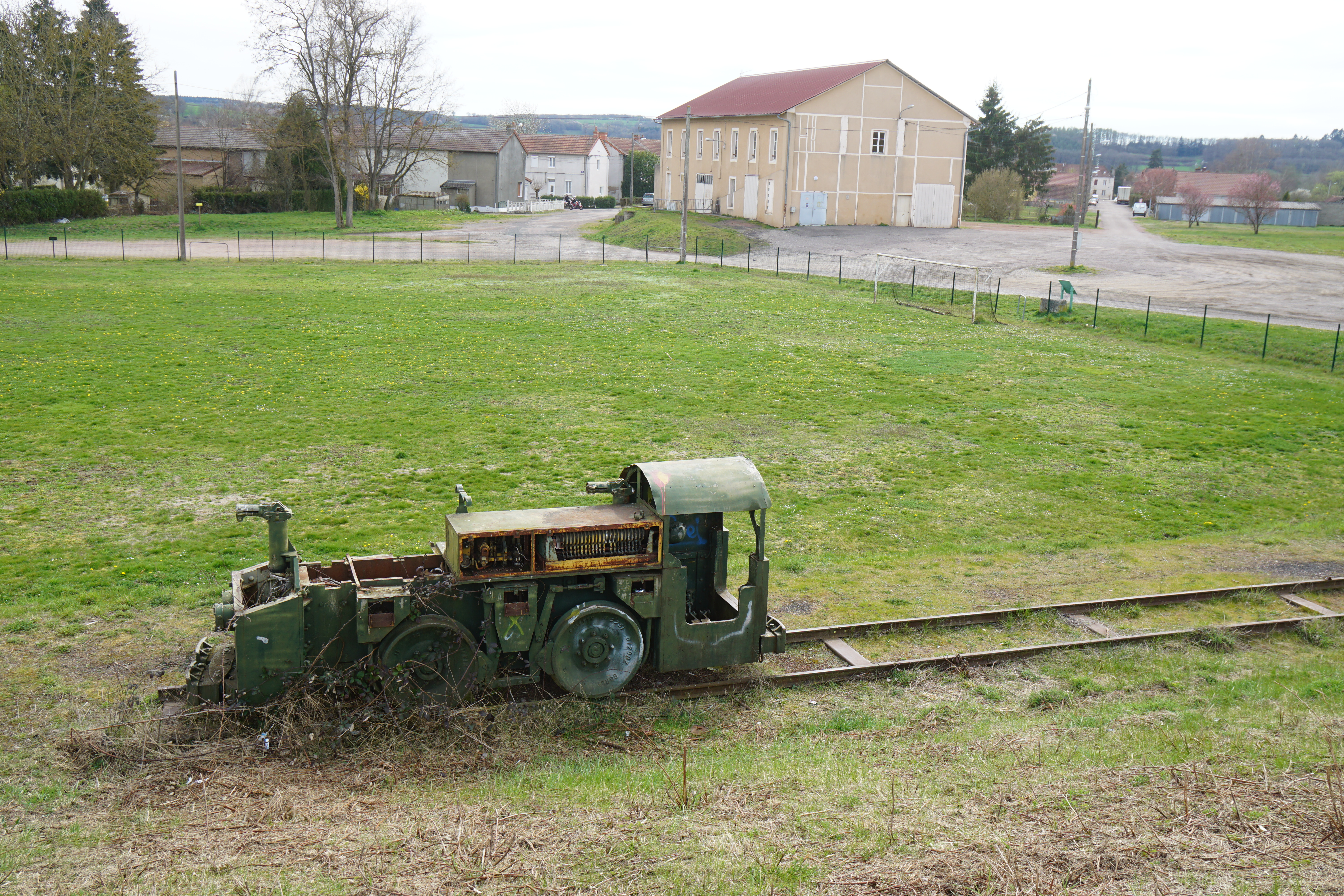
Le site du puits de la Garenne.
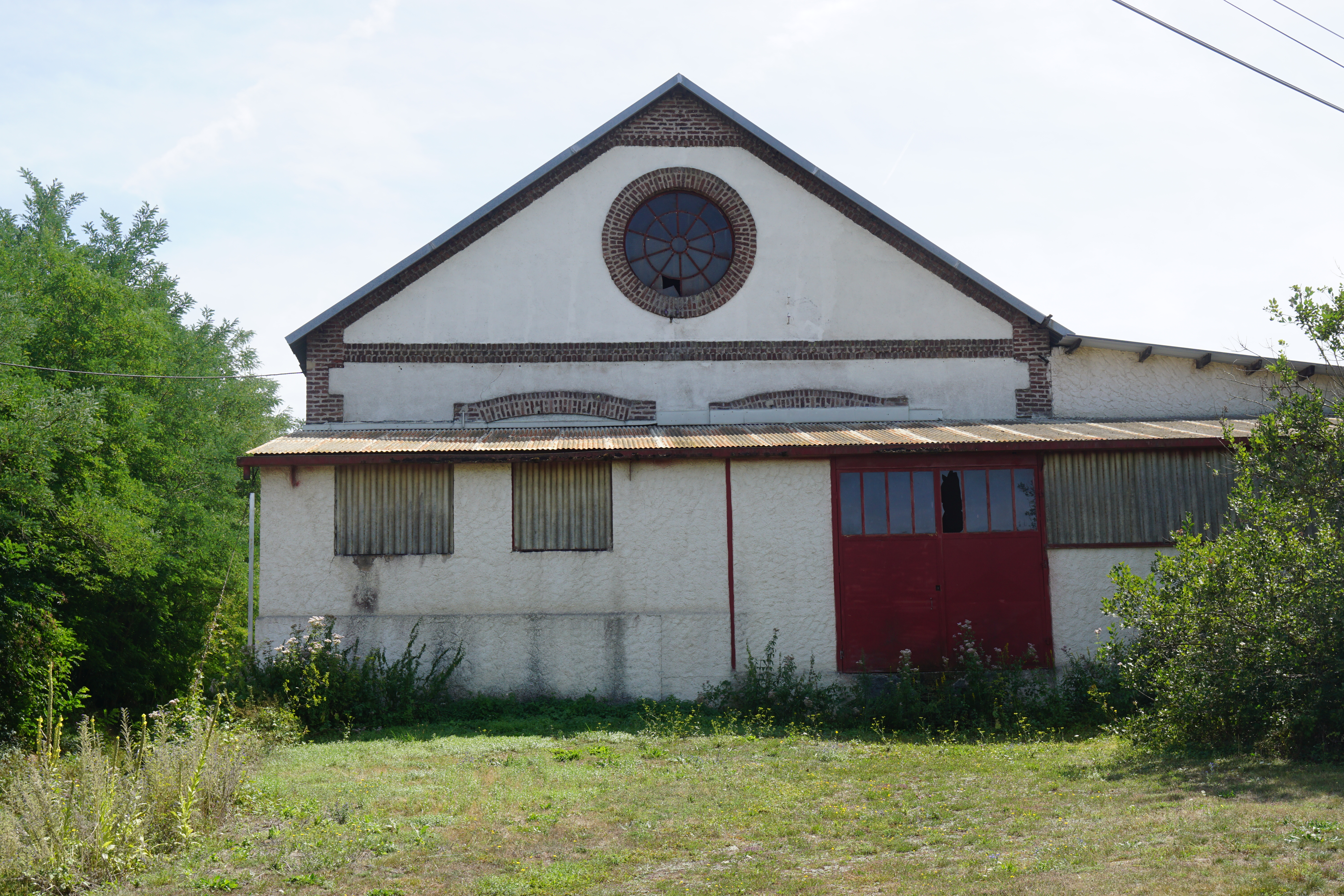
Le bâtiment de la machine d'extraction du puits Saint-Charles.
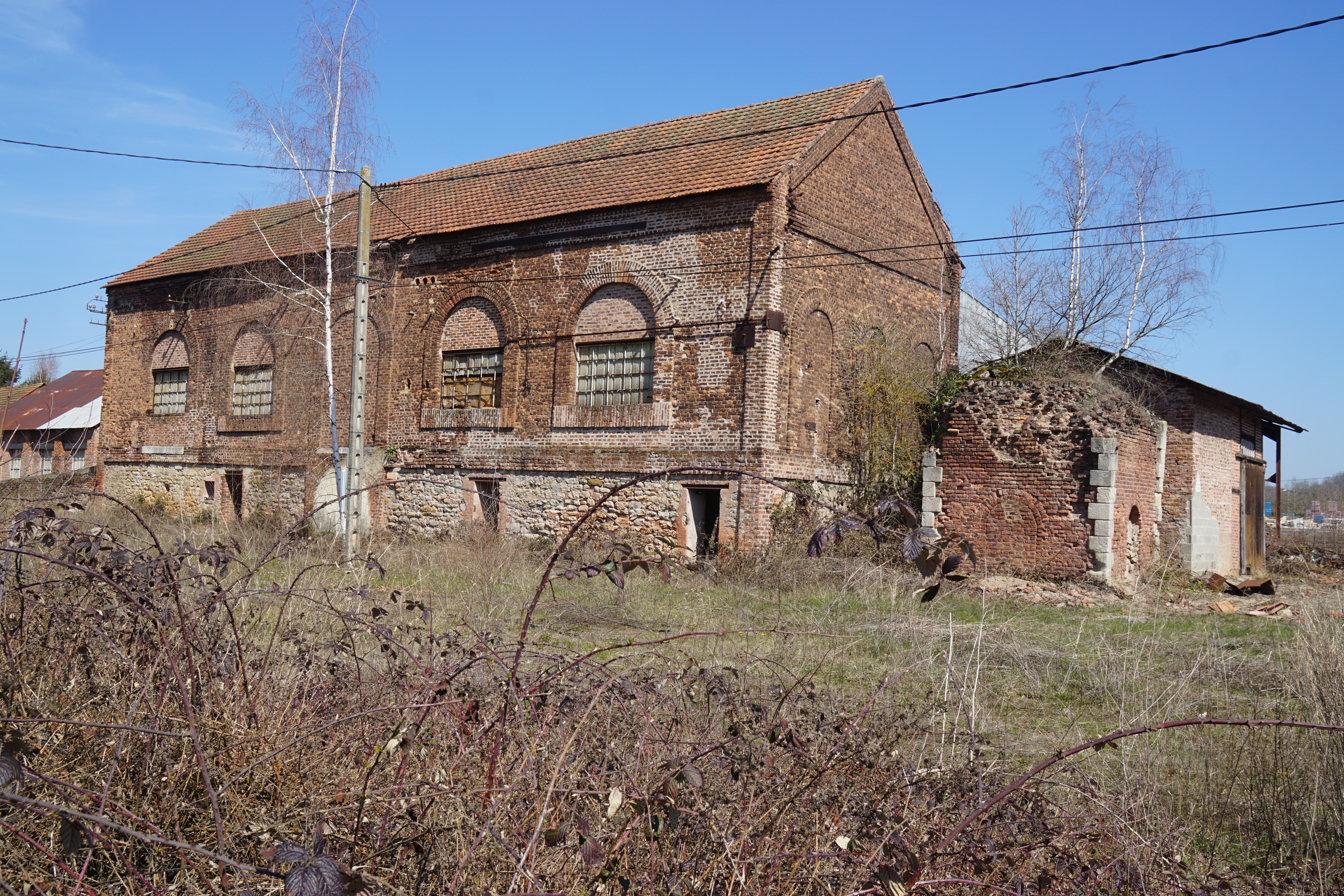
Le puits Curier.
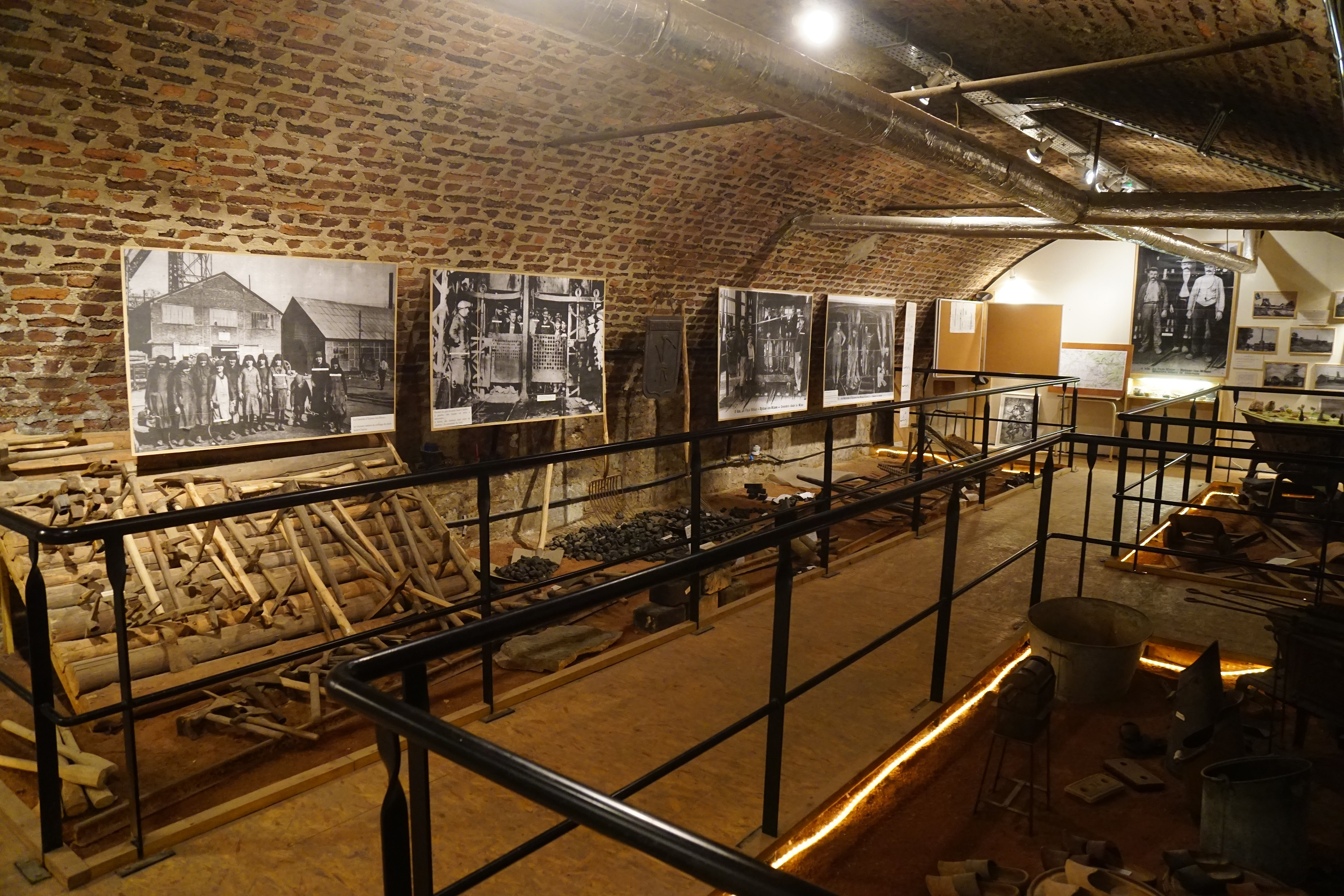
Le musée de la mine est installé sous la mairie.

### Personnalités liées à la commune
Parmi les personnalités attachées à l'histoire d'Épinac figurent :
- Nicolas Rolin (1376-1462), chancelier du duc de Bourgogne Philippe le Bon ;
- Pierre Jolibois (1860-1908), ingénieur civil et conseiller municipal de Paris, né au Curier ;
- André Proudhon (1914-1944), résistant français et Juste parmi les Nations, abattu à Épinac (un monument lui rend hommage sur le lieu où il fut abattu, rue du 8-Mai).
- Pierre Mazuez, député-maire de Montceau-les-Mines, né à Épinac.

### Héraldique
| Blason de Épinac | Blason  | Écartelé, au premier et au quatrième d'argent au lion de gueules, à la bordure de sable chargée de huit besants du champ, au deuxième et au troisième d'azur à la croix alésée d'argent. |
| Blason de Épinac | Détails | Le statut officiel du blason reste à déterminer. |
| Blason de Épinac | Alias   | D’argent au lion de gueules, à la bordure de sable chargée de huit besants d’or. |

## Pour approfondir